# Vickie Guerrero
Vickie Lynn Benson (nacida El Paso, Texas; 16 de abril de 1968), conocida artísticamente como Vickie Guerrero, es una mánager de lucha libre profesional quien actualmente trabaja para All Elite Wrestling (AEW). Guerrero fue general manager en la empresa WWE en varias ocasiones a lo largo de su carrera y destaca un reinado como Miss WrestleMania. 
Además, ha dirigido a luchadores como Edge, Dolph Ziggler, Andrade El Ídolo o su sobrino Chavo Guerrero; actualmente dirige a Nyla Rose. Sin embargo, es más conocida por ser la viuda del luchador Eddie Guerrero, al que también dirigió y cuyo apellido adoptó.
También es conocida, dentro del kayfabe, por su personalidad autoritaria e irritante y por provocar reacciones negativas del público con su eslogan "¡Excuse Me!" cada vez que empieza a hablar en el micrófono.

## Carrera

### World Wrestling Entertainment / WWE (2005-2014)

#### 2005-2006
En 2005, empezó a hacer apariciones esporádicas durante el feudo entre su marido Eddie Guerrero y Rey Mysterio alrededor del hijo de Rey, Dominick. Vickie apareció el 14 de julio en SmackDown! junto a las dos hijas de Eddie para evitar que Eddie revelara el secreto de Mysterio, a lo que Eddie prometió no revelarlo si perdía ante Mysterio en The Great American Bash, pero dado el gimmick de mentiroso de Eddie, reveló que el hijo de Mysterio en realidad era suyo. Vickie apareció poco después en SummerSlam para convencer a Eddie de que parara su enfrentamiento con Mysterio y dejara la Ladder Match de esa noche en la que se jugaban la custodia de Dominick. Al negarse a abandonarla, empujó a su marido de la escalera, dándole la victoria a Rey. El 13 de noviembre de 2005, Eddie Guerrero falleció de un fallo al corazón en su habitación de hotel de Minneapolis y fue encontrado por su sobrino Chavo.
En 2006, Vickie representó a su fallecido marido en su introducción al Salón de la Fama de la WWE junto a sus dos hijas. Ocho meses después de su fallecimiento, empezó a aparecer en la WWE como mánager de su sobrino Chavo durante su feudo con Rey Mysterio, ayudándole a conseguir la victoria en SummerSlam.
El 27 de octubre de 2006, empezaron un feudo con Chris Benoit, peleando Chavo por su Campeonato de los Estados Unidos de la WWE. En Survivor Series, Chavo lanzó a Benoit al escapar de un "Sharpshooter" contra Vickie, ocasionando una caída desde el ring al suelo con la cabeza, haciéndola llevar un collarín, a lo que Chavo empezó a decir que Benoit lo hizo intencionadamente. Al final de diciembre, interfirió en un combate entre Chavo y Benoit con el título en juego, pero al interferir, Chavo fue descalificado y Benoit retuvo el título, por lo que Chavo se enfadó con ella y la dejó.

#### 2007-2008

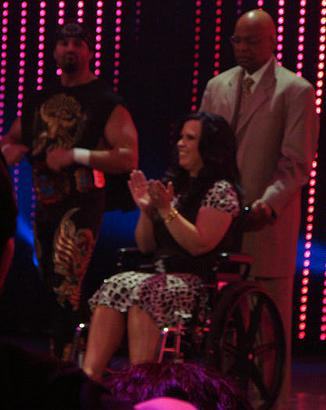
Vickie junto a Chavo Guerrero durante su estancia en La Familia y Theodore Long.

En mayo de 2007, Kristal, la novia del General Manager de SmackDown Theodore Long, le convenció para darle a Vickie el puesto de ayudante de Long. El 29 de junio, se volvió la General Manager interina de la marca mientras Long planificaba su boda con Kristal, pero fue nombrada General Manager oficial después de que a Long le diera un infarto durante su boda. El 23 de noviembre, mientras estaba regañando a Edge por interferir en la pelea por el Campeonato Mundial Peso Pesado entre el campeón Batista y The Undertaker en Survivor Series, se reveló que ambos mantenían una relación romántica, ayudando desde aquel entonces a Edge, dándole una oportunidad por el título en Armageddon, pelea que ganó. A pesar de ello ella recibió un tombstone piledriver por parte de The Undertaker quedando así paralítica (kayfabe).
A principios de 2008, formó un equipo conocido como La Familia junto a su sobrino Chavo, Edge, Curt Hawkins, Zack Ryder y Bam Neely. Lo primero que hizo el equipo fue ayudar a Chavo a ganar el Campeonato de la ECW de CM Punk. En Royal Rumble, interfirió en la pelea por el título entre Edge y Rey Mysterio, ayudando a Edge a retener el título, pero recibiendo una "619" de Rey. Pero Undertaker derrotó a Edge en WrestleMania XXIV, por lo que le dio varias luchas titulares a Edge para que lo recuperara. Primero se la dio en Backlash, pero fue derrotado con una "Gogoplata", de igual manera que en WrestleMania. Ante esta derrota, el 2 de mayo Guerrero le quitó el cinturón a Undertaker por haberlo ganado con la "Gogoplata", una llave considerada peligrosa. Por esto, pactó en Judgment Day un combate entre Undertaker y Edge para nombrar un nuevo campeón, ganando Undertaker por cuenta de fuera, por lo que Vickie decidió seguir dejando el título vacante. Pactó un TLC Match en One Night Stand, donde si Undertaker perdía, debía retirarse de la WWE. En el evento, la pelea fue ganada por Edge, haciendo que Undertaker se retirara. Sin embargo, poco después Edge perdió el título frente a CM Punk. Tras esto, Edge la propuso matrimonio a Vickie la cual fue celebrada la semana siguiente. Sin embargo, el 18 de julio Triple H reveló que Edge la había sido infiel con su ayudante en la boda Alicia Fox. La storyline continuó hasta The Great American Bash, donde ambas interfirieron en la lucha entre Triple H y Edge, Fox a favor de Edge y Vickie en contra. Tras el evento, Vickie se vengó de Edge contratando de nuevo a Undertaker y poniéndole en una pelea en SummerSlam en un Hell in a Cell. Durante las siguientes semanas, Edge empezó a atacar a los miembros de La Familia y perseguir a Vickie. Sin embargo, tras SummerSlam, donde Edge fue derrotado, The Undertaker rechazó las disculpas de Guerrero y empezó a perseguirla y a atacar a los miembros de La Familia hasta Unforgiven, donde Big Show ayudó a Vickie de ser atacada por Undertaker. Show se alió con Guerrero, ayudándole en las luchas en No Mercy, Cyber Sunday y Survivor Series.
Además, en ese evento, Vickie anunció durante la pelea por el Campeonato de la WWE entre el campeón Triple H y Vladimir Kozlov que Edge había regresado tras su pelea en SummerSlam, ganando el título y volviendo ambos juntos.

#### 2009-2010
El 23 de febrero de 2009, Guerrero fue nombrada General Manager de Raw por la ausencia de Stephanie McMahon, la General Manager antes que ella. En la siguiente edición de Raw, Guerrero anunció que Edge defendería el Campeonato Mundial Peso Pesado de la WWE frente a Big Show en WrestleMania XXV, pero el 9 de marzo, John Cena enseñó un vídeo donde se mostraba a Guerrero siéndole infiel a Edge con Show, por lo que Vickie decidió incluirle en la lucha. En WrestleMania XXV, Edge perdió el título después de que Cena cubriera al Big Show. En la edición de Raw del 6 de abril se le dio la oportunidad de elegir entre ser la gerente general de RAW o de SmackDown. Anunció entonces que se mudaría a Raw para convertirse en Gerente General de la Marca. Emigraron a la marca Big Show y su sobrino Chavo Guerrero gracias al Draft del 2009.
Después de haber sido insultada durante semanas por Santino Marella, Vickie, con la ayuda de William Regal y Chavo, ganó la corona de "Miss WrestleMania" de Santina Marella, la hermana melliza (Kayfabe) de Santino. En Extreme Rules, Vickie perdió la corona de "Miss WrestleMania" ante Santina en una hogpen match. La siguiente semana de Raw, dejó el cargo de General Manager para irse de la WWE, a lo que Edge le pidió el divorcio debido a que el quería un puesto importante lo que vendría siendo un mánager general. La verdadera razón por la que salió de WWE es porque querían centrarse más en su vida familiar con sus hijas.(kayfabe)
El 2 de octubre volvió a SmackDown, presentando a su nuevo novio Eric Escobar. En la página oficial de la WWE se añadió a Vickie Guerrero al roster como mánager del luchador Eric Escobar. En el primer combate de Eric Escobar, Vickie Guerrero fingió una lesión en la pierna, para así distraer a Matt Hardy y por consecuencia ganando Eric Escobar. En la edición del 20 de noviembre, en SmackDown, Vickie Guerrero fue nombrada consultora por Vince McMahon, hasta que Theodore Long, dejaría de estar en pruebas como mánager general. En la edición del 27 de noviembre de SmackDown, Eric Escobar y Vickie Guerrero dejaron su relación después de que Eric Escobar, no pudo ganar el Campeonato Intercontinental de John Morrison, por lo que ambos rompieron su relación. A causa de esto, Guerrero empezó a programar luchas a Escobar contra luchadores de gran nivel.
Tras esto, se dio a conocer que es la nueva "consultante Oficial" de SmackDown. Fue árbitro en una pelea por el Campeonato Femenino de la WWE entre Mickie James y Michelle McCool, donde después de dar un golpe a James, dio la victoria a McCool, nombrándola ella y Layla miembro de su grupo. En WrestleMania XXVI Vickie, McCool, Layla, Maryse & Alicia Fox derrotaron a Beth Phoenix, Gail Kim, Mickie James, Kelly Kelly & Eve Torres después de que Vickie cubriera a Kelly Kelly con una Frog splash, en honor a su esposo Eddie Guerrero. El 10 de mayo fue nombrada de nuevo General Manager de Raw, renunciando esa misma noche (Kayfabe).
Tras eso, empezó una relación amorosa con Dolph Ziggler (Kayfabe), interfiriendo en sus combates por el Campeonato Intercontinental de Kofi Kingston. Tras esto el 31 de agosto fue elegida para ser la mentora de Kaitlyn en la tercera temporada de NXT. Finalmente Kaitlyn fue la ganadora, siendo trasladada al plantel de Smackdown.

#### 2011-2012

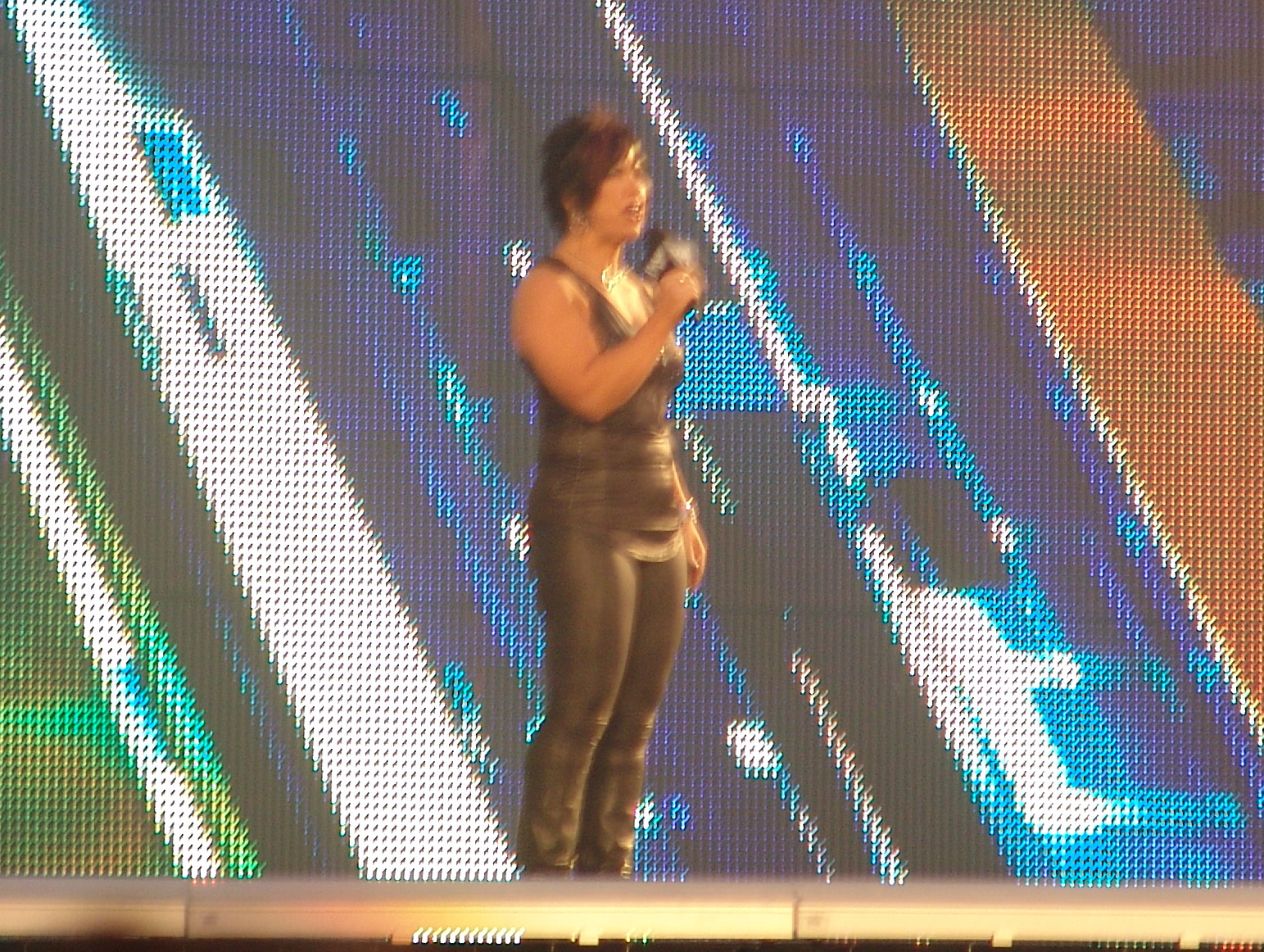
Guerrero en WrestleMania XXVII

En TLC: Tables, Ladders & Chairs interfirió en la pelea de Dolph Ziggler, la cual era un Ladder Match. Después de que Ziggler perdiera el título el 7 de enero, en ese mismo programa se proclamó la General Manager y le introdujo en una pelea para nombrar al contendiente número uno por el Campeonato Mundial Peso Pesado de Edge, ganando Ziggler a Big Show, Cody Rhodes y Drew McIntyre. La semana siguiente, le prohibió a Edge usar su finisher, la "Spear" en el combate, bajo pena de perder el campeonato. En Royal Rumble, durante el combate tuvo un enfrentamiento con Kelly Kelly, quien atacó a Guerrero. Debido a esto, la semana siguiente programó una lucha entre Edge & Kelly Kelly contra Ziggler & LayCool (Michelle McCool & Layla), ganando los primeros. Tras el combate, Guerrero despidió a Kelly Kelly (Kayfabe). La semana siguiente Ziggler luchó de nuevo contra Edge siendo Guerrero el árbitro de la lucha, pero tuvo que salir del combate.

A pesar de esto, la semana siguiente le quitó a Edge el título por haber usado la "Spear" en su combate, dándoselo a Ziggler, pero ese mismo día, Theodore Long hizo su regreso y le dio a Edge la revancha. Después de perder Ziggler, Long le despidió (Kayfabe). En SmackDown el 22 de febrero (emitido el 25 de febrero) de 2011, Drew Mclntyre & Vickie Guerrero lucharon contra Edge & Kelly Kelly donde estaba en juego el puesto de Guerrero. Durante el combate, Kelly Kelly de nuevo aplicó la "Spear" a Guerrero, ganando el combate y siendo Vickie despedida. En la edición del 7 de marzo Vickie Guerrero regresó a raw pero el general manager dijo que si ganaba la lucha de la próxima semana contra Trish Stratus regresaba el trabajo a Vickie. El 14 de marzo en las trasmisiones de Raw Vickie tuvo una pelea contra Trish Stratus a quien derrotó por la intervención de LayCool y así recuperando su trabajo en Raw. Al final de la lucha les asignó a Trish Stratus, Snooki y John Morrison una lucha en WrestleMania XXVII contra su equipo conformado por Dolph Ziggler y Laycool en el cual su equipo fue derrotado. En WWE Capitol Punishment ayudó a su novio Dolph Ziggler a conseguir el Campeonato de los Estados Unidos. Después de eso hubo tensión los días siguientes entre ambos a causa de las derrotas de Ziggler y de que a él no le gustaba que Vickie se metiera en sus combates. El 22 de agosto dejó momentáneamente a Ziggler para ser mánager de Jack Swagger, pero en Night of Champions luego que retuviera Ziggler el Campeonato de los Estados Unidos volvió con él, pero siguió aliada con Swagger provocando el feudo entre ellos. Pero luego de que Swagger interfiriera a favor de Ziggler el 26 de septiembre en su lucha contra Zack Ryder provocó que Swagger y Ziggler formaran una alianza junto a Vickie.

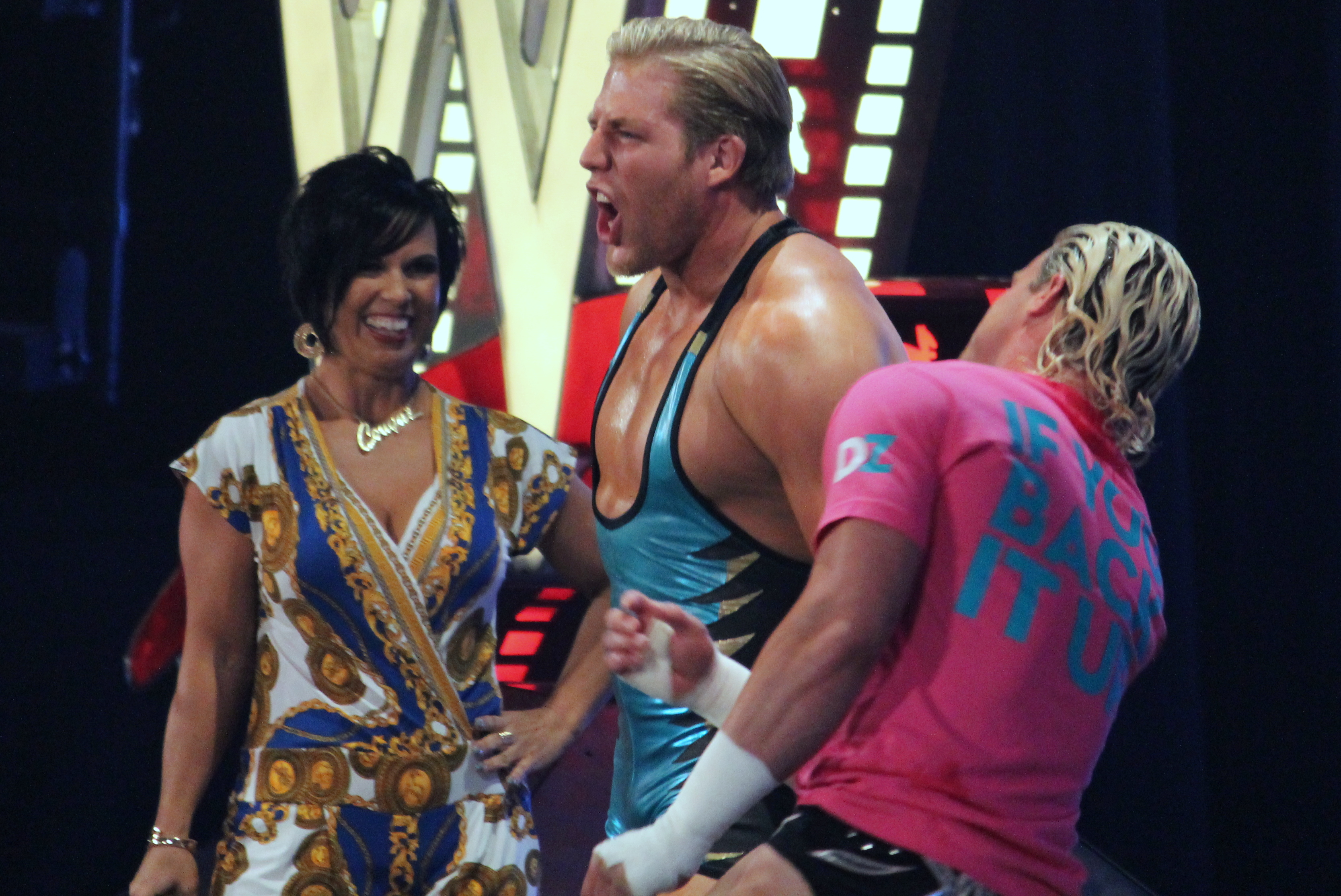
Guerrero como mánager de Ziggler y Swagger en mayo de 2012

El 12 de enero en Raw, acompañó a Jack Swagger a su lucha contra Zack Ryder, donde ganó el Campeonato de los Estados Unidos. En WrestleMania XXVII acompañó al equipo de John Laurinaitis que luchó contra el equipo de Theodore Long y ganó. El 18 de junio en RAW, Ziggler y Swagger se enfrentaron en un combate en donde el ganador se quedaría con los servicios de Vickie, ganando Ziggler. El 25 de junio en Raw participó en un "Divas Bikini Battle Royal", sin embargo no logró ganar siendo eliminada por AJ Lee quien ganó la lucha. El 3 de julio en Raw fue derrotada junto con Dolph Ziggler por AJ y Sheamus. Tras estar el resto del año como mánager de Ziggler, el 22 de octubre asumió el papel de General Manager de RAW después de que la WWE relevara a AJ Lee del cargo. El 28 de octubre después de reiniciar la lucha de Beth Phoenix vs AJ Lee en backstage despidió a Beth por no ganarle a la primera a AJ, tras esto abandono Phoenix la empresa (Kayfabe). El 2 de noviembre En un Dark Match de Raw, AJ ganó por primera vez el WWE Divas Championship la cual estaba incluida en la lucha la campeona Eve Torres & Layla; pero Vickie reinició la pelea, ganando Eve la lucha. El 10 de diciembre en Raw derrotó a AJ Lee gracias a la ayuda del árbitro Brad Maddox.
El 17 de diciembre en la gala de los Slammy Awards 2012 fue elegida para presentar ''El beso del año'', siendo la ganadora de dicho premio AJ. Ambas mujeres comenzaron a discutir siendo separadas por Dolph Ziggler hasta que AJ beso a Ziggler, terminando así su relación con este último. En ese mismo evento formó equipo con John Cena para enfrenatrse a AJ y Dolph Ziggler.

#### 2013-2014

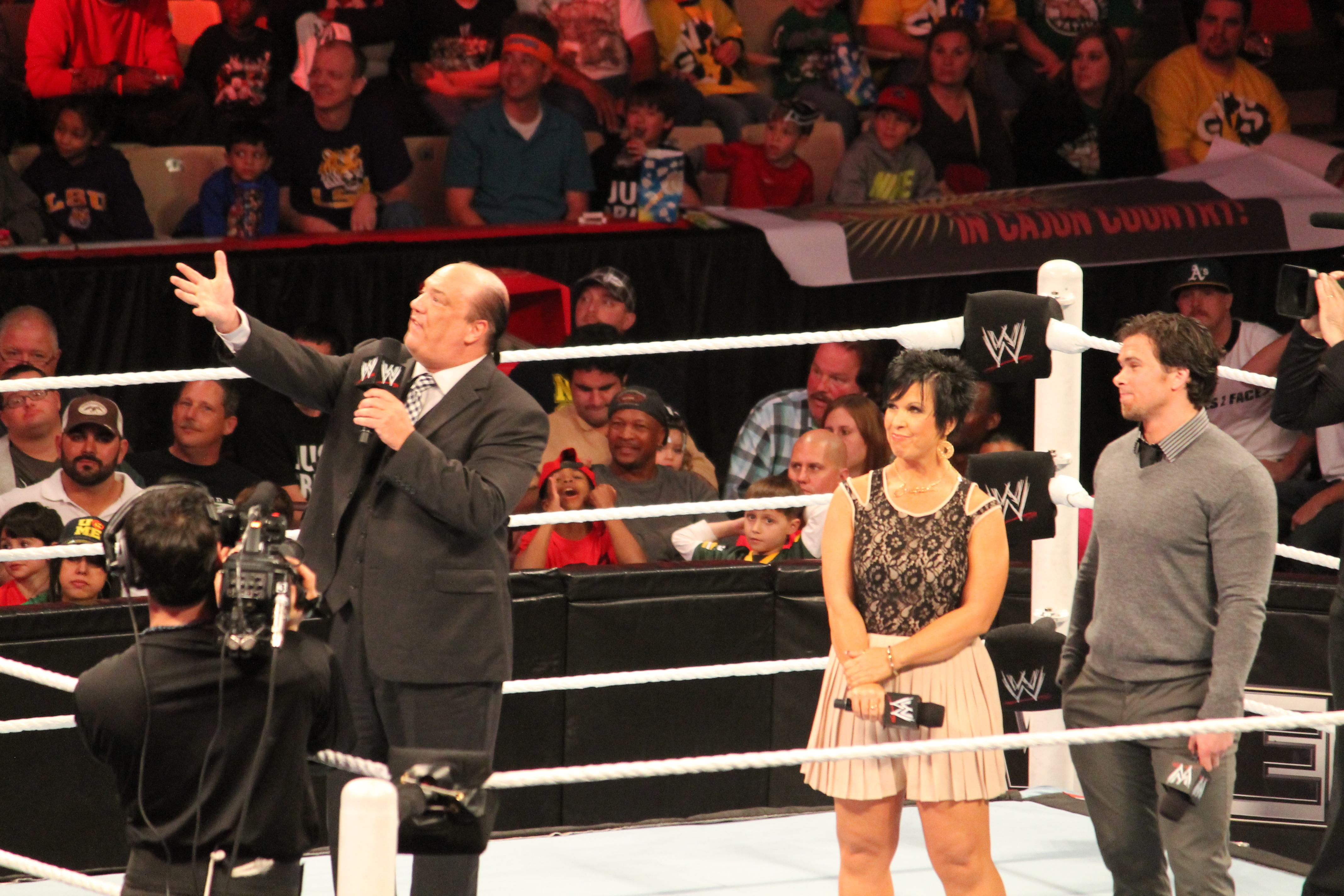
Vickie junto con Brad Maddox y Paul Heyman.

El 18 de febrero en Raw asignó a Brad Maddox como su asistente personal. Tras esto, en junio de 2013 su trabajo empezó a ser cuestionado por Stephanie McMahon y Triple H, siendo involucrada en una historia entre los McMahon. El 8 de julio, Triple H, Stephanie y Vince McMahon, se reunieron para ver si la despedían del cargo y la mantenían. A pesar de que Vince votó para mantenerla y Triple H para despedirla, Stephanie decidió que el público eligiera, y con un 75% de los votos a favor de su despido, Guerrero fue cesada del cargo de General Manager. El siguiente lunes, hizo una colecta de firmas, para que volviera a WWE, pero el 19 de julio en Smackdown, Vince McMahon la nombró Gerente permanente de Smackdown, teniendo su tercera Gerencia de esta marca. En el episodio del 7 de octubre de Raw , después de anunciar que Alberto Del Rio defendería el Campeonato Mundial de los Pesos Pesados contra John Cena en Hell in a Cell , ella distrajo a Del Rio en su combate contra Ricardo Rodríguez, lo que le permitió a Rodríguez ganar la lucha. Después de esto, Vickie discutió con Kane y Brad Maddox sobre quién debería estar a cargo del programa. El 18 de noviembre fue castigada por Stephanie McMahon, obligándola a competir, contra AJ Lee, antes de su combate quiso fingir un desmayo, pero no le funcionó y la trasladaron al ring en una camilla, durante el combate fingía síntomas de deshidratación (mofándose de AJ dado que ella sufrió ese tipo de síntomas en un combate por Europa) pero al final de cuentas perdió vía Black Widow, al término sufrió otro desmayo. El 23 de diciembre en Raw participó en un Santa's Little Helper Tag Team Match haciendo equipo con Kaitlyn, Summer Rae, Tamina Snuka, Alicia Fox y Aksana siendo derrotadas por Natalya, The Bella Twins, Eva Marie, Cameron y Naomi.
El 24 de marzo en RAW, Vickie apareció en un combate de AJ Lee contra Naomi en el que AJ fue descalificada, después de terminar la lucha Vickie anuncio un combate para WrestleMania XXX por el Divas Championship en donde las participantes eran Naomi, Cameron, Nikki Bella, Brie Bella, Natalya, Eva Marie, Emma, Summer Rae, Rosa Mendes, Alicia Fox, Aksana, Layla y Tamina contra AJ Lee. En WrestleMania XXX Vickie estuvo presente en dicho combate resguardando el campeonato, al final AJ resultó ganadora de su combate reteniendo el título. El 16 de junio Vickie agregó a Roman Reigns a una battle royal por el último retador al Campeonato de la WWE en Money in the Bank. El 23 de junio en Raw, Stephanie McMahon la retó a una lucha o de lo contrario Vickie sería despedida, dicho combate fue de lodo y con ayuda de Alicia Fox, Rosa Mendes y Layla, logró vencer a Vickie, despidiéndola de la empresa y burlándose de ella, después de esto Vickie lanzó a Stephanie a la alberca de lodo y señalando arriba en señal de respeto hacia Eddie Guerrero cambiando a face, terminando de esta manera su paso por la WWE. Realmente Vickie Guerrero no fue despedida, semanas antes de Wrestlemania XXX anunció a la WWE que iba a dejar la empresa en unas semanas, aunque ella misma anunció meses después de irse que decidió quedarse un poco más de tiempo.

#### Apariciones esporádicas (2016-2018)
Hizo su regreso como heel en el episodio de Raw del 4 de julio de 2016, anunciando sus intenciones de convertirse en la nueva directora general de Smackdown Live después de la extensión de marcas pero fue escoltada fuera de la arena por dos guardias de seguridad. Mientras era escoltada, Vickie se encontró en el backstage con Dolph Ziggler, que negó conocerla en absoluto.
El 28 de enero del 2018 en Royal Rumble, participó en el primer Womens Royal Rumble Match entrando como número 16, pero fue eliminada por Michelle McCool, Sasha Banks, Becky Lynch y Ruby Riott. Tras la lucha, atacó a Carmella con el maletín de Money in the Bank. El 16 de octubre apareció en el episodio 1000 de Smackdown, en un segmento en el backstage junto a Paige, Theodore Long y John Laurinaitis.

### All Elite Wrestling (2019-presente)
El 11 de diciembre de 2019, apareció como comentarista invitada para la grabación de All Elite Wrestling de AEW Dark Episode 11 que se estrenó el 17 de diciembre de 2019 en YouTube. El 15 de julio de 2020 en Fight for the Fallen, Guerrero fue revelado como el mánager de Nyla Rose.

## Vida personal
Guerrero es una cristiana de ascendencia francesa y mexicana. Vickie se casó con Eddie Guerrero el 24 de abril de 1990, después de tres años de noviazgo. El padre de Guerrero los animó a casarse tras el anuncio del primer embarazo de Vickie. Juntos tuvieron dos hijas: Shaul Marie Guerrero (nacida el 14 de octubre de 1990), que está casada con su compañero de lucha profesional Aiden English, y Sherilyn Amber Guerrero (nacida el 8 de julio de 1995). Estuvieron casados hasta la muerte de Eddie en octubre de 2005. El 18 de junio de 2015, Vickie anunció su compromiso con su pareja Kris Benson, y los dos se casaron el 12 de septiembre de 2015.
Después de dejar WWE en 2014, reveló sus planes de comenzar una nueva carrera en administración médica. Vickie obtuvo la certificación oficial como administradora de consultorio médico y fue contratada por una compañía farmacéutica como administradora médica. En 2019, se graduó de la Universidad de Herzing con una Licenciatura en Ciencias en administración de atención médica.
Tras casarse nuevamente en 2015, legalmente ya no usa el apellido Guerrero.

## Campeonatos y logros
- World Wrestling Entertainment/ WWE
  - Miss WresleMania (1 Vez)
  - Slammy Award
    - Couple of the Year (2008) – con Edge
    - LOL! Moment of the year (2012) – con The Rock

- Wrestling Observer Newsletter/ WON
  - WON Mejor no luchador - (2009-2010)